# 熊酒場
熊酒場（くまさかば）は、ネットから2007年に販売されたパチスロ（5号機）。

## 概要
告知形の台で、通常閉まっている扉が「カタカタ」と揺れ、開いたらボーナス確定。扉の「カタカタ」が続けば続くほど熱い。
カタカタと扉が揺れ始めたときに「押して、押して」の小熊の声とともに告知されるスペシャルボタンは、扉が開く前でもボーナス確定。また、「カタカタ」の予告なしに、レバーオンと同時にいきなり扉が開き、ボーナス確定となる場合もある。無音も搭載されており、BIG確定である。
大熊ボーナスと呼ばれるビッグボーナスは、赤7揃いと黒の熊酒場揃いの2種類。小熊ボーナスと呼ばれるレギュラーボーナスは、赤7・赤7・熊酒場揃いとなる。
ボーナス中はオリジナルの演歌が流れ、酔っ払いの熊の独り言や女将熊との会話などを液晶で楽しめる。ボーナス中は完全フリー打ちでよい。
女将と熊の会話のやりとりで高設定を示唆する発言をする場合がある。